# Rolf Berndt (Mathematiker)
Rolf Berndt (* 23. Mai 1940 in Berlin) ist ein deutscher Mathematiker, der sich mit automorphen Formen, Darstellungstheorie und Arithmetischer Geometrie befasst.

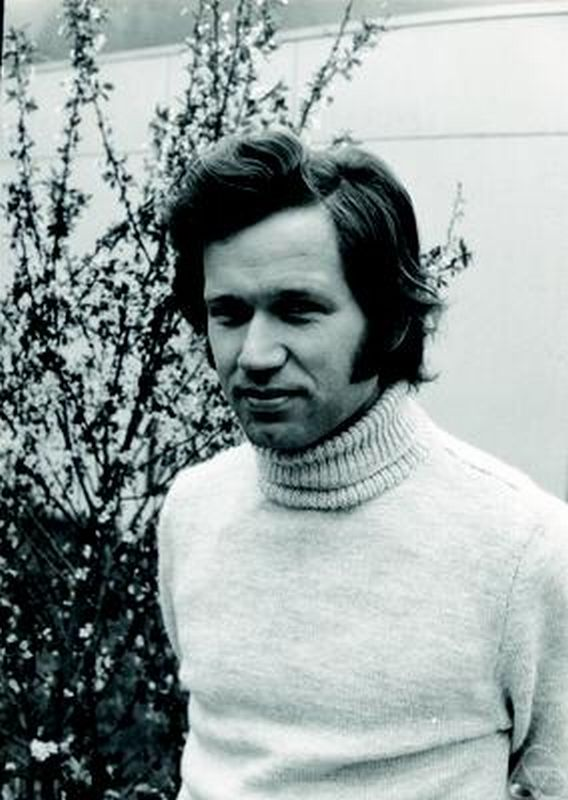
Rolf Berndt, Oberwolfach 1977

Berndt wurde 1969 bei Erich Kähler an der Universität Hamburg promoviert (Über die Konvergenz einer Zetareihe eines Stellenrings). Er ist Professor an der Universität Hamburg.
Er befasste sich unter anderem mit Darstellungstheorie der symplektischen Gruppen und Jacobigruppen, Thetafunktionen, der Orbitmethode von Kirillow.
Er ist Herausgeber der Werke seines Lehrers Erich Kähler (de Gruyter 2003).

## Schriften
- On Automorphic Forms for the Jacobi Group. In: Jahresbericht der Deutschen Mathematiker-Vereinigung. Band 97, Nr. 1, 1995, S. 1–18, (Digitalisat).
- Einführung in die symplektische Geometrie. Vieweg, Braunschweig u. a. 1998, ISBN 3-528-03102-6 (Englisch: Introduction to symplectic geometry (= Graduate Studies in Mathematics. 26). American Mathematical Society, Providence RI 2001, ISBN 0-8218-2056-7).
- mit Ralf Schmidt: Elements of the representation theory of the Jacobi group (= Progress in Mathematics. 163). Birkhäuser, Basel u. a. 1998, ISBN 3-7643-5922-6.
- Erich Kähler (1906–2000). In: Jahresbericht der Deutschen Mathematiker-Vereinigung. Band 102, Nr. 4, 2000, S. 178–206, (Digitalisat).
- Representations of Linear Groups. An Introduction Based on Examples from Physics and Number Theory. Vieweg, Wiesbaden 2007, ISBN 978-3-8348-0319-1.